# Мост через Лючунхэ
Мост Лючунхэ или Мост через реку Лючунхэ (Лючун) (кит. 北盘江大桥) — мост, пересекающий каньон реки Лючунхэ, расположенный на территории городского округа Бицзе; 76-й по длине основного пролёта вантовый мост в мире (44-й в Китае); 14-й по высоте над пересекаемой преградой мост в мире (7-й в Китае). Является частью скоростной автодороги S55 Цяньси — Чжицзинь (Qianzhi), которая на западе заканчивается скоростной автодороги G76 Сямынь — Чэнду.

## Характеристика
Мост соединяет западную и восточную стороны каньона реки Лючунхэ (приток реки Уцзян) соответственно уезды Чжицзинь и Цяньси городского округа Бицзе.
Длина — 1 508 м. Представляет из себя двухпилонный вантовый мост с основным пролётом длиной 438 м, который сменяется двумя секциями балочной конструкции (восточная представлена несколькими пролетами). Высота мостовых башенных опор 190,1 и 157,6 м. Мостовые опоры имеют форму буквы А. Мост расположен на высоте 340 м над рекой Лючунхэ.
Имеет 4 полосы движения (по две в обе стороны).